# 埃藏维尔
埃藏维尔（法語：Ézanville，法語發音：[ezɑ̃vil] ⓘ）是法国法兰西岛大区瓦兹河谷省的一个市镇，位于该省东部，属于萨塞勒区。

## 地理
埃藏维尔（49°1'40"N, 2°21'39"E）面积5.19 平方千米，位于法国法蘭西島大區瓦兹河谷省，该省份为法国北部内陆省份，北起瓦兹省，西接厄尔省，南至塞纳-圣但尼省、上塞纳省和伊夫林省，东临塞纳-马恩省。
与埃藏维尔接壤的市镇（或旧市镇、城区）包括：阿坦维尔、多蒙、埃库昂、勒梅尼勒欧布里、穆瓦塞勒、皮斯科。

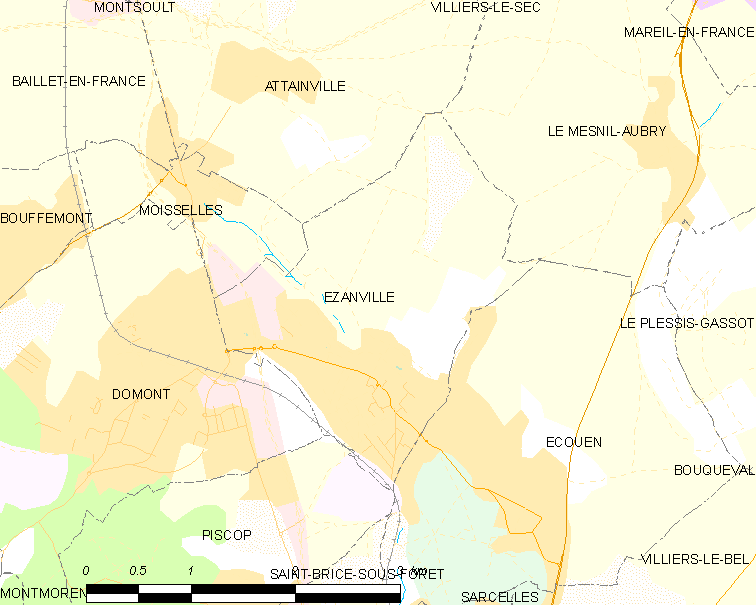
埃藏维尔的OSM定位图

埃藏维尔的时区为UTC+01:00、UTC+02:00（夏令时）。

## 行政
埃藏维尔的邮政编码为95460，INSEE市镇编码为95229。

## 政治
埃藏维尔所属的省级选区为福斯县。

## 人口

1962-2008年间埃藏维尔人口变化图示

埃藏维尔于2022年1月1日时的人口数量为9789人。